# 我想成为贝壳
《我想成为贝壳》（日语：私は貝になりたい）是日本电影编剧、作家桥本忍根据日军原陆军中尉加藤哲太郎的自传《从疯狂战犯到死刑囚犯》（狂える戦犯死刑囚）中的遗言部分改编而成的剧本。本剧本多次被拍摄成电视剧和电影，但剧情内容相较于原作做了许多虚构化。

## 制作概要
TBS电视台的前身东京广播电视台（KRT）在1958年制作的电视剧，主演为Frankie·堺。在电视播送的早期，这部电视剧的播出得到了极大的反响。这部电视剧已经成为“TBS电视剧”的基石，并在日本电视剧历史中流传下来。
1994年，该电视剧被翻拍，主演为所·George。同时，该剧还在1959年和2008年分别被改编成电影并公映。1959年的电影版，男主角演员延续了电视剧版的选择，由Frankie·堺主演。而2008年的电影版男主角则是由前SMAP队长中居正广担纲主演。两部电影版都有东宝电影负责发行。
2007年，日本电视台根据加藤哲太郎的回忆录制作并播出了纪录片《真实的回忆 BC级战犯加藤哲太郎〈我想成为贝壳〉》。虽然有部分标题相似，但是内容并不相同。

## 剧情简介
第二次世界大战中的昭和19年（1944年），居住在日本高知县幡多郡土佐清水市的清水丰松（しみず とよまつ）是一个关怀弱者却平庸的理发师。在战事越发激烈的时候，清水收到了召集令状，他将被征调。
清水丰松被编列为负责日本本土防御的中部军，接受日复一日的严苛训练。是日，一架被击毁的美军B-29机组成员跳伞至清水受训基地的山背后。司令官的“逮捕驾驶员并进行适当处分”的命令下达到清水丰松所在的中队。而在搜索中，他们捕获了一名气息奄奄的机组成员。但是中队长命令清水丰松用刺刀杀死了该机组成员。
战争结束后，清水丰松被遣散。遣散归家的清水丰松回到家乡，和等待自己许久的妻子重新开始了经营理发店的生活。但是某一天，特殊警察以清水丰松杀害战俘为由，以乙丙级战犯的身份逮捕了清水丰松。经过不合理的审判，清水丰松被判处死刑。在死刑执行的前一日，清水丰松留下遗书，“假如有来生，我想成为贝壳。”

## 2008年版电影
和1959年电影版一样，2008年电影版的发行工作依旧是交由东宝电影，并于2008年11月22日在日本公映。这是第一部由TBS电视网旗下28家电视台联合组成制作委员会所制作的影视作品。主角清水丰松由前SMAP队长中居正广出演，而清水丰松的妻子清水房江由仲间由纪惠出演。2012年8月15日，TBS电视网在其地面电视网首播该电影；并于2014年7月26日在TBS卫星频道重播。而在TBS Channel播出时，该电影是与1958年版、1994年版电视剧合并播出的。

### 演员表
- 清水丰松：中居正广（前SMAP）
- 清水房江：仲间由纪惠
- 清水健一：加藤翼（日语：加藤翼）
- 清水直子：
- 敏子：柴本幸
- 根本：西村雅彦
- 三宅：平田满（日语：平田満）
- 酒井正吉（丰松的朋友）：Magy（日语：マギー (俳優)）
- 竹内：武田铁矢
- 松田老人：织本顺吉（日语：織本順吉）
- 尾上中佐：伊武雅刀
- 足立少尉（小队长）：名高达男（日语：名高達男）
- 立石上等兵：六平直政（日语：六平直政）
- 泷田二等兵：荒川良良
- 刑警（负责逮捕丰松的刑警）：金田明夫
- 山口（战犯，前新闻记者）：山崎银之丞（日语：山崎銀之丞）
- 翻译（法庭中美军翻译）：浅野和之（日语：浅野和之）
- 列车长：小林隆（日语：小林隆）
- 折田俊夫：梶原善（日语：梶原善）
- 折田之妻：中岛博子（日语：中島ひろ子）
- 折田之母：泉平子
- 日高大尉：片冈爱之助（日语：片岡愛之助）
- 大西三郎：草彅刚（前SMAP）
- 西沢卓次：笑福亭鶴瓶
- 小宮教誨師：上川隆也
- 矢野中将：石坂浩二

### 职员表
- 导演：福泽克雄
- 制片人：濑户口克阳（日语：瀬戸口克陽）、东信弘、和田仓和利
- 执行制片人：滨名一哉
- 原著：加藤哲太郎
- 编剧：桥本忍
- 配乐：久石让
- 摄影：松岛孝助
- 灯光：木村太朗
- 录音：武进
- 美术：清水刚（日语：清水剛）
- 剪辑：阿部互英（日语：阿部亙英）
- 特效导演：尾上克郎（日语：尾上克郎）
- 服装设计：黑泽和子（日语：黒澤和子）
- 片头题词：原田圭泉
- 制作公司：《我想成为贝壳》制作委员会（TBS、东宝、杰尼斯梦想、博报堂DY（日语：博報堂DYメディアパートナーズ）、朝日新闻社、尾木制作、TBS广播、TBS电视网28个加盟台、TBS卫视、FM东京）

### 主题曲
- Mr.Children《花的香气》